# شهرستان ساره
شهرستان ساره (به استونیایی: Saare maakond) یکی از شهرستان‌های کشور استونی است.
این شهرستان در سال ۲۰۱۱ میلادی ۳۴٬۵۷۷ نفر جمعیت داشته‌است و مرکز آن شهر کورسار است.

## نگارخانه

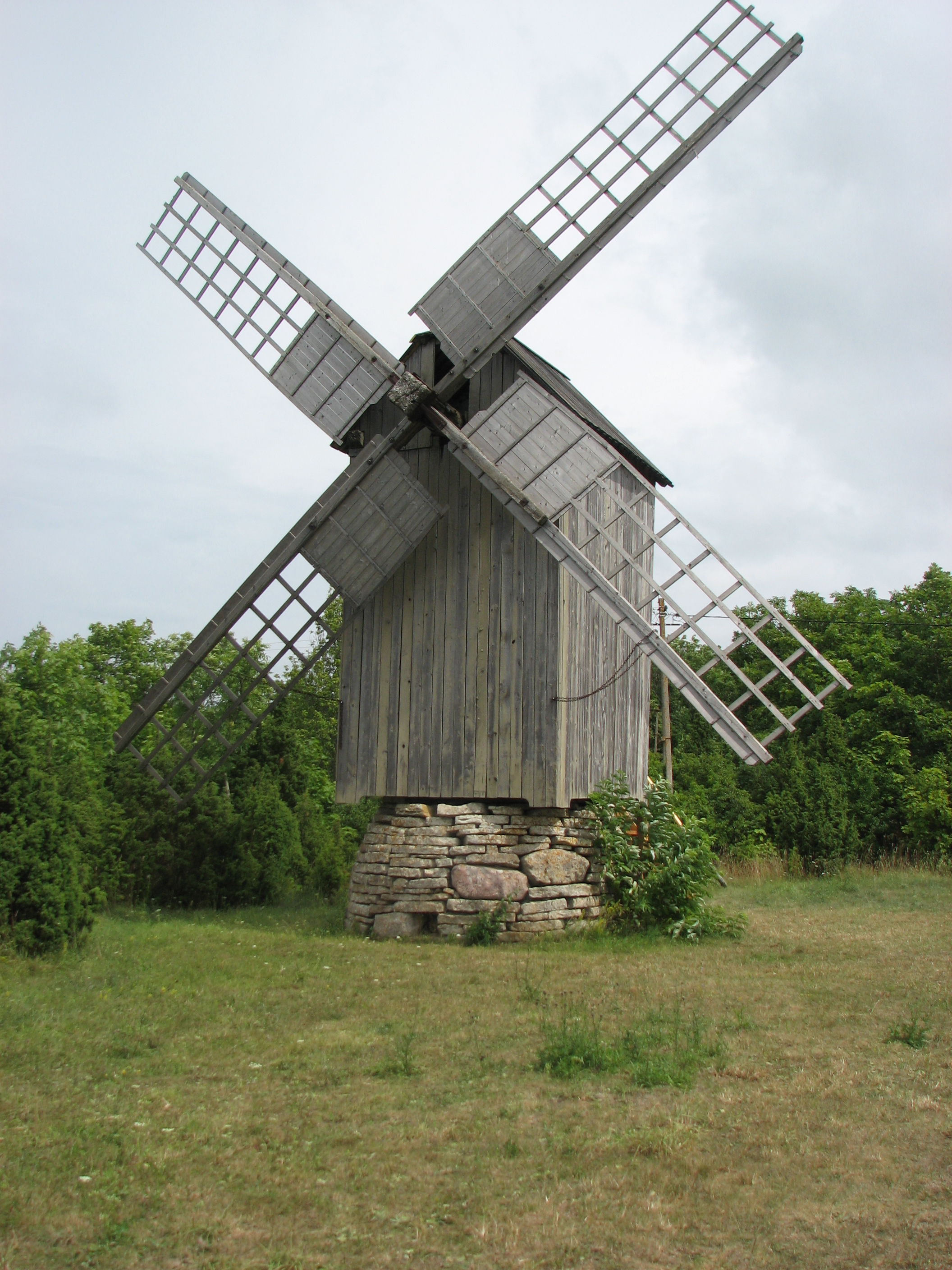
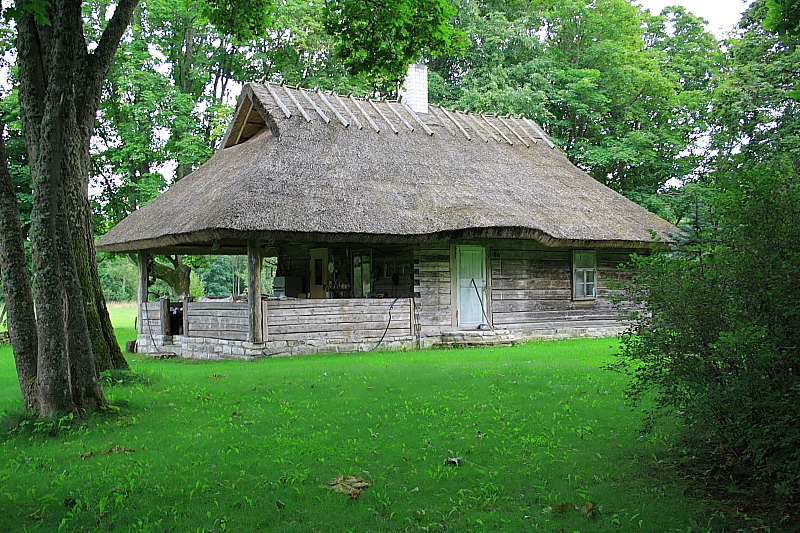
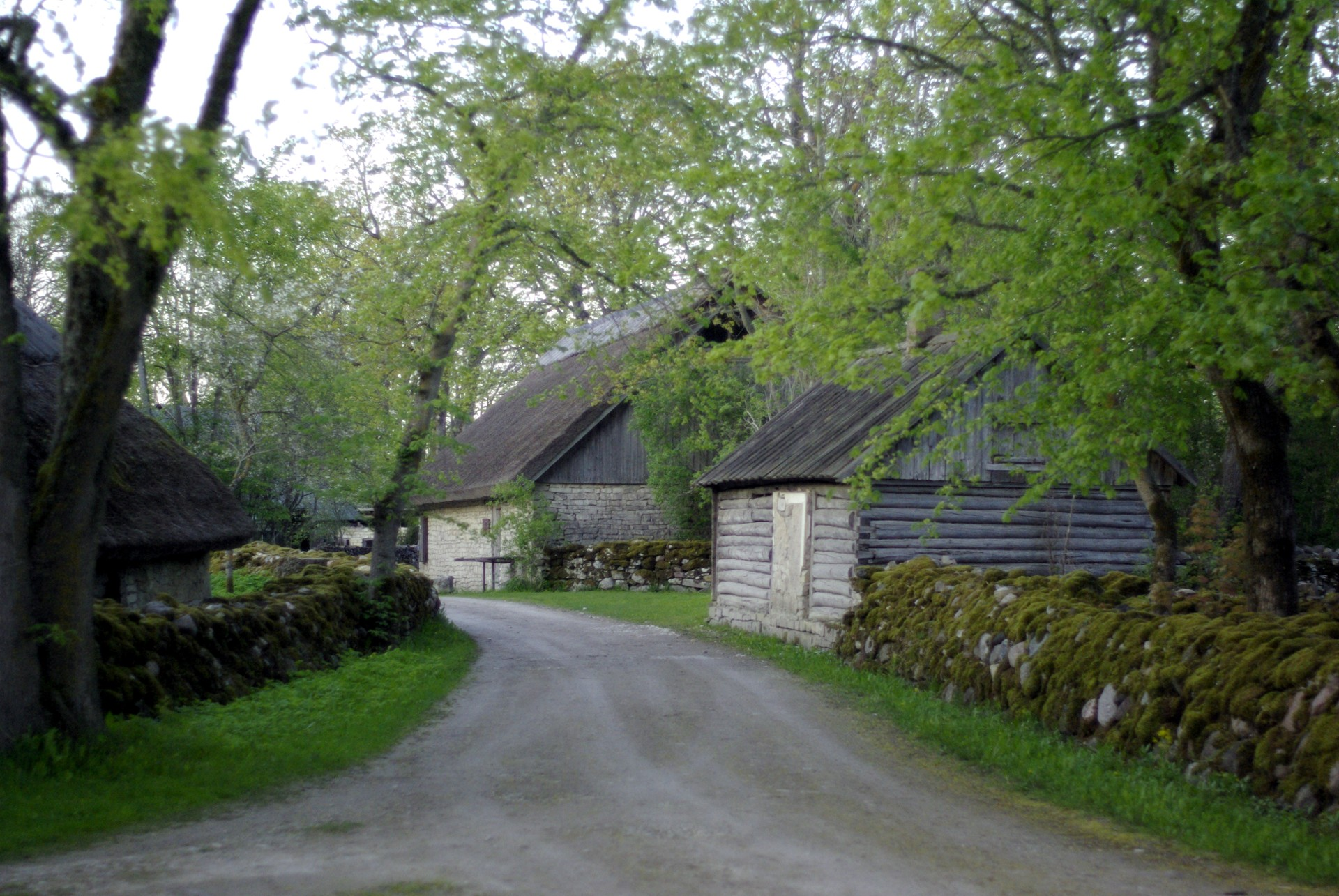
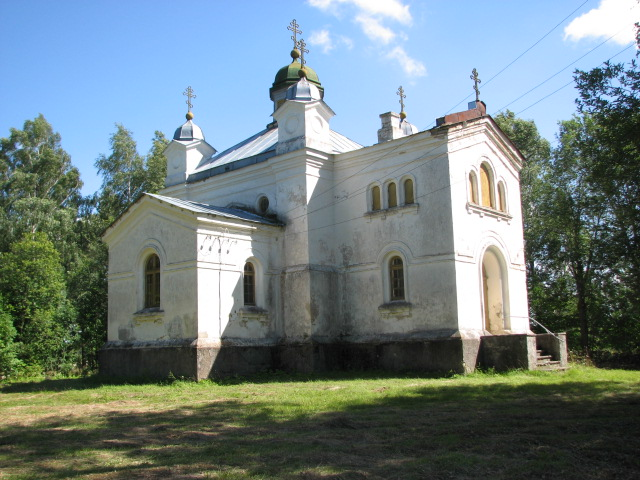
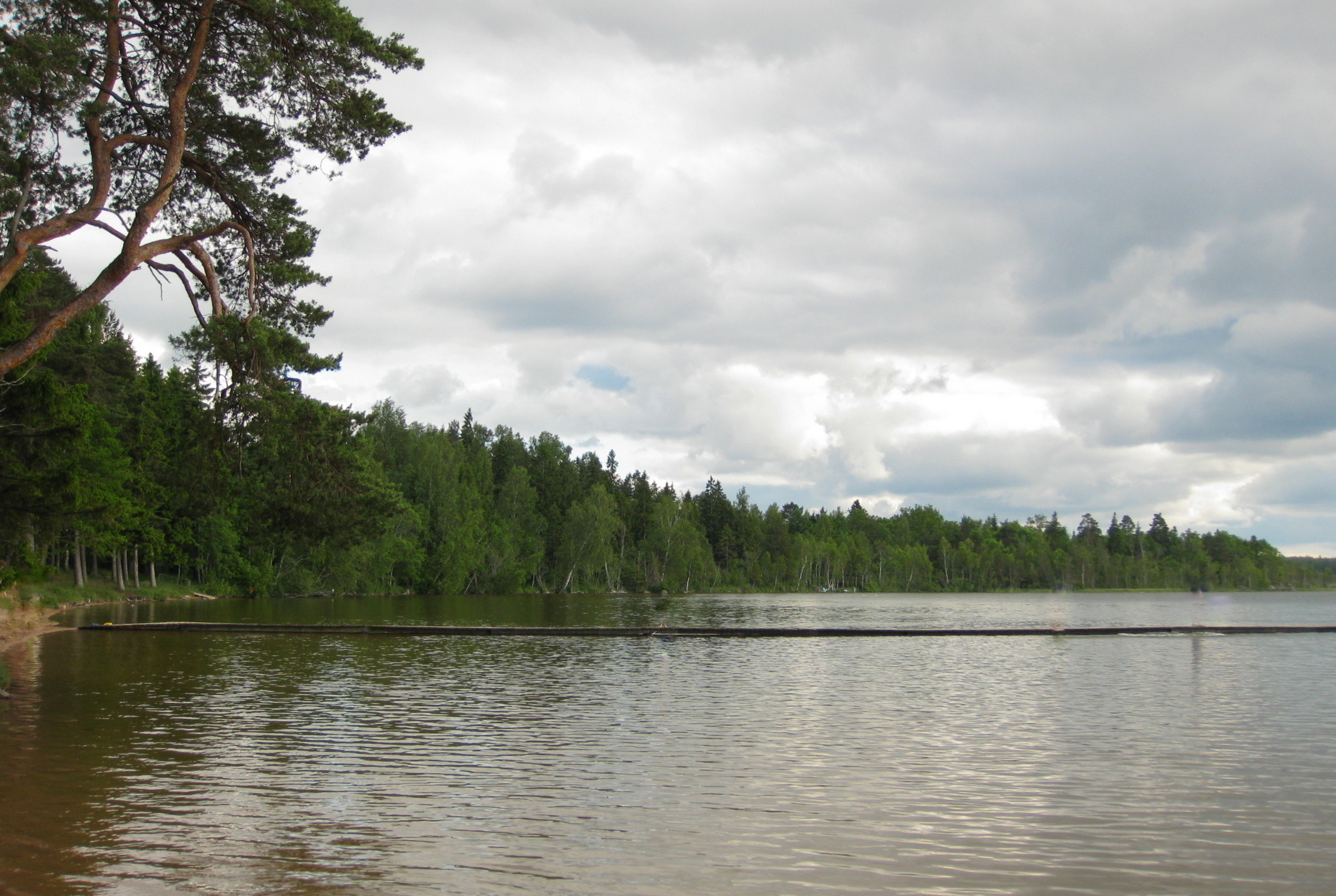
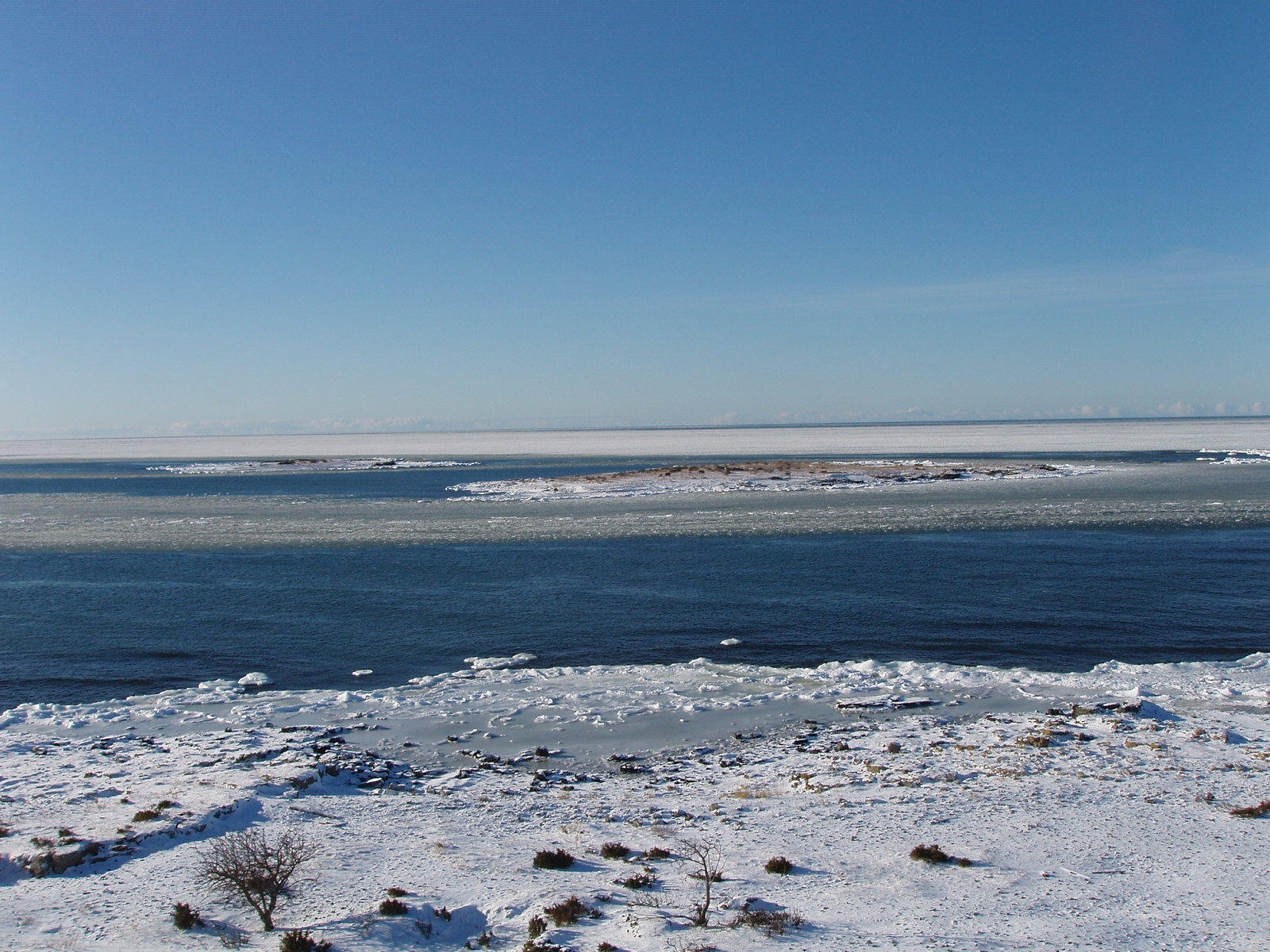

## شهرداری‌ها

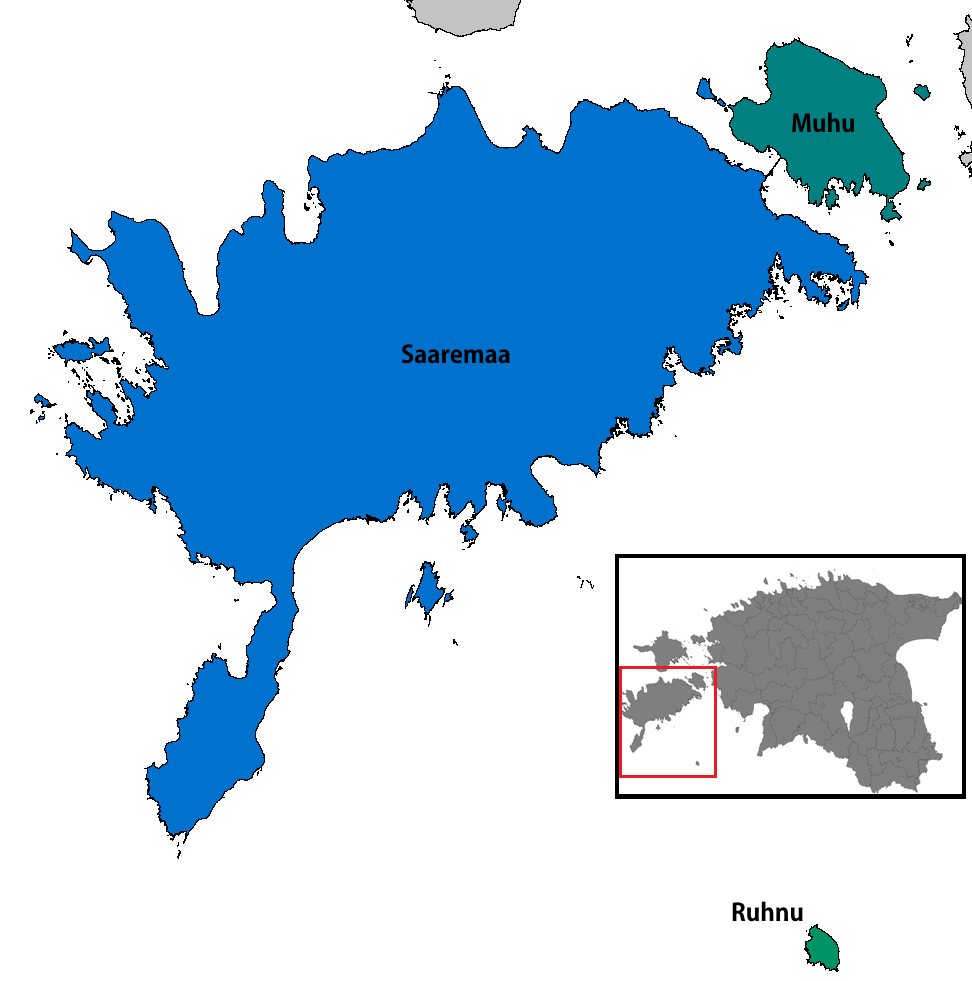
شهرداری‌ها در شهرستان ساره – دهستان سارما، موهو و دهستان روهنو

| رتبه | شهرداری      | نوع     | جمعیت (۲۰۱۸) | مساحت km2 | تراکم |
| ---- | ------------ | ------- | ------------ | --------- | ----- |
| ۱    | موهو         | روستایی | ۱٬۹۴۶        | ۲۰۶       | ۹٫۴   |
| ۲    | دهستان روهنو | روستایی | ۱۶۰          | ۱۲        | ۱۳٫۳  |
| ۳    | دهستان سارما | روستایی | ۳۱٬۸۱۹       | ۲٬۷۰۵     | ۱۱٫۸  |